# Engel (歌曲)
Engel（德译：天使(Angel)）是Rammstein的一首单曲，是专辑Sehnsucht中第一首发布的歌曲。

## 录制
歌曲中的女声部分由Christiane "Bobolina" Hebold提供。

## MV
MV创意源于电影杀出个未来
MV里Lindemann, Schneider和Flake在观众席中，而Paul Landers替换了Schneider的位置在打鼓，Richard和Ollie在演唱。

## 演唱会
每当演唱这首歌时，火焰射到空中，Schneider的鼓槌喷出烟花。在"Live aus Berlin"巡演期间，Bobolina参与演唱她的部分，而不是使用预先录制的，""Liebe Ist Für Alle Da"巡演期间，主唱Till Lindemann会唱Bobo的那部分，烟火方面，Lindemann会穿一套天使翅膀，会在顶部喷出火焰。